# Amatrice
Amatrice [amaˈtri:tʃe] ist eine italienische Gemeinde in der Provinz Rieti in der Region Latium mit 2208 Einwohnern (Stand 31. Dezember 2023).

## Geographie

Lage von Amatrice in der Provinz Rieti

Amatrice liegt 138 km nordöstlich von Rom und 63 km nördlich von Rieti. Der Ort liegt im oberen Tal des Tronto, an der Via Salaria am Fuß der Monti della Laga. Auf dem Gebiet der Gemeinde, zu der etwa 70 kleine Weiler gehören, liegt in beherrschender Lage der Gipfel des Monte Gorzano (2458 m s.l.m.), des höchsten Bergs von Latium. Unterhalb des auf einem Felssporn liegenden Zentrums liegt der Lago di Scandarello, ein Stausee. Das Gemeindegebiet erstreckt sich über eine Höhe von 750 m s.l.m. bis 2458 m s.l.m.
Die Nachbargemeinden sind im Uhrzeigersinn Accumoli, Valle Castellana (TE), Rocca Santa Maria [TE], Cortino [TE], Crognaleto [TE], Campotosto (AQ), Montereale (AQ) und Cittareale. Die Gemeinde grenzt an die Regionen Umbrien, die Marken und die Abruzzen.
Amatrice ist Mitglied der Comunità Montana del Velino sowie seit 2015 der Vereinigung I borghi più belli d’Italia (Die schönsten Orte Italiens).
Seit 1991 gehört das Gemeindegebiet zum Nationalpark Gran Sasso und Monti della Laga.

### Geologie
Die Gemeinde liegt in der Erdbebenzone 1 (stark gefährdet).
Das Apenningebiet in Italien wird von zwei Plattengrenzen durchlaufen. Amatrice wurde deshalb häufig von Erdbeben heimgesucht.
1639, 1672, 1703 und 1737 wurde der Ort schwer beschädigt. Auch das Erdbeben am 24. August 2016 verursachte schwere Schäden und forderte – in Amatrice und in anderen Gemeinden – insgesamt mindestens 290 Menschenleben. Das Epizentrum lag 10 km nördlich von Amatrice.

### Verkehr
Die wichtigste Fernstraße, die das Gemeindegebiet durchquert, ist die Strada Statale 4 Via Salaria von Rom nach San Benedetto del Tronto an der Adria. Von ihr zweigt die Strada Regionale 260 Picente ab, die die Altstadt von Amatrice durchquert und nach L’Aquila führt.
Der nächste Eisenbahnhaltepunkt ist Sassa-Tornimparte, nahe bei L’Aquila gelegen.
Der nächste internationale Flughafen Pescara befindet sich in 140 km Entfernung.

## Geschichte

### Vorgeschichte und Mittelalter
Die Gegend von Amatrice ist seit prähistorischen Zeiten besiedelt. Verschiedene Ortsteile wurden im 11. Jahrhundert erstmals erwähnt. 
Im frühen Mittelalter gehörte die Region zum Herzogtum Spoleto, seit dem 13. Jahrhundert zum Königreich Neapel. Im 14. und 15. Jahrhundert lebte die Stadt in ständiger Fehde mit anderen Städten und Burgen im Umland.

### Neuzeit
Im 18. Jahrhundert fiel die Stadt in das Eigentum der Familie Farnese. Von 1861 bis 1927 gehörte sie zur Provinz Abruzzo Ulteriore, danach kam sie zur Provinz Rieti. 
Von 1911 bis 2011 verlor die Gemeinde durch Abwanderung etwa drei Viertel ihrer Einwohner.

#### Erdbeben 2016 und 2017

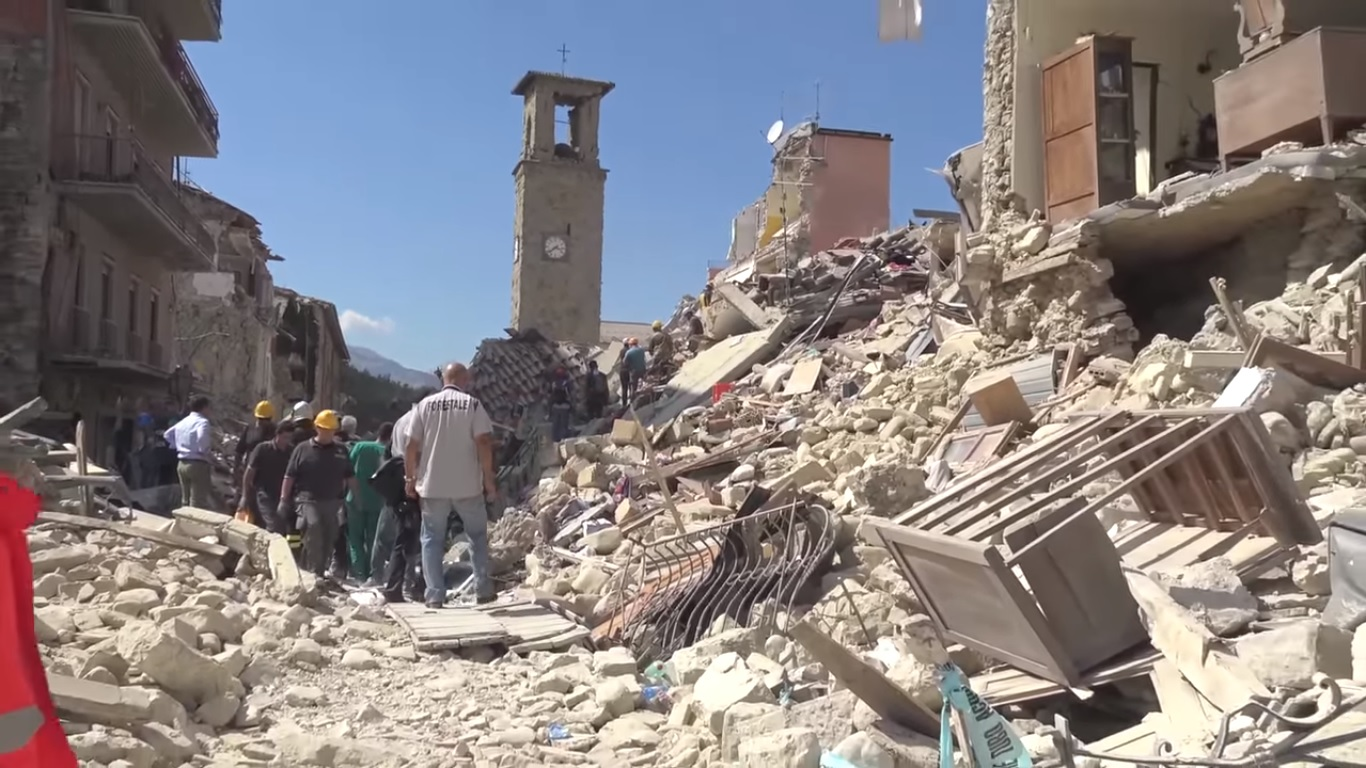
Amatrice nach den zerstörerischen Beben am 1. September 2016

Am 24. August 2016 wurde Amatrice von einem schweren Erdbeben erschüttert. Insgesamt kamen dabei im Raum Amatrice fast 300 Menschen zu Tode, große Teile der Gemeinde wurden zerstört. Der mittelalterliche Turm – die Torre Civica – neben der dem Hl. Augustin geweihten Kirche blieb zunächst zwar mit Sprüngen, doch samt seinem Dach stehen. Die Glocke fiel in ihrem Geschoss zu Boden, die Turmuhr blieb auf 3:38 Uhr stehen und wurde so zu einem Mahnmal für die Katastrophe.
Am 4. Oktober besuchte Papst Franziskus den Ort, um Trost zu spenden.
Am Morgen des 30. Oktober kam es erneut zu einem weiteren starken Erdbeben (MW = 6,5), das das oberste Glockengeschoss der Torre Civica einstürzen ließ. Diesmal gab es in der Gemeinde einige Verletzte.
Am 18. Januar 2017 ereignete sich eine weitere Erdbebenserie mit Amatrice als Epizentrum, mit einer Stärke von bis zu 5,7. Dabei stürzte auch der Überrest der Torre Civica ein.

## Bevölkerungsentwicklung
| Jahr      | 1861  | 1881  | 1901  | 1921   | 1936  | 1951  | 1971  | 1991  | 2001  | 2011  |
| Einwohner | 8.147 | 8.664 | 9.574 | 10.043 | 7.419 | 6.566 | 3.696 | 3.042 | 2.807 | 2.635 |

Quelle ISTAT

## Politik
Massimo Bufacchi wurde am 26. Mai 2019 zum Bürgermeister gewählt.

## Sehenswürdigkeiten
Amatrice hatte bis zu den Erdbeben 2016 und 2017 ein gut erhaltenes mittelalterliches Zentrum mit Stadtmauern aus dem 13. Jahrhundert und sechs Stadttoren, u. a. die Porta Carbonara.
Die Torre civica (13. Jahrhundert) hatte das Beben vom 24. August großenteils überstanden: Im obersten Geschoss fiel die Glocke zu Boden, doch die vier über Gewölbe verbundenen Säulen dieses Stockwerks blieben trotz gravierender Brüche in Position und trugen weiterhin das Dach in Form einer flachen Pyramide samt Kreuz am Spitz. Die Uhrzeiger blieben jedoch durch das Bebens auf 3:38 Uhr stehen. Der Turm wurde zu einem Mahnmal der Zerstörungen durch das Beben vom August. Seine Umgebung wurde abgesperrt. Durch das Beben vom 30. Oktober stürzte dann das Glockengeschoss vom Turm.
Viele historische Bauten insbesondere am Corso Umberto I und auch neuere Gebäude wurden (August 2016) zerstört.
Bedeutende Kirchen sind:

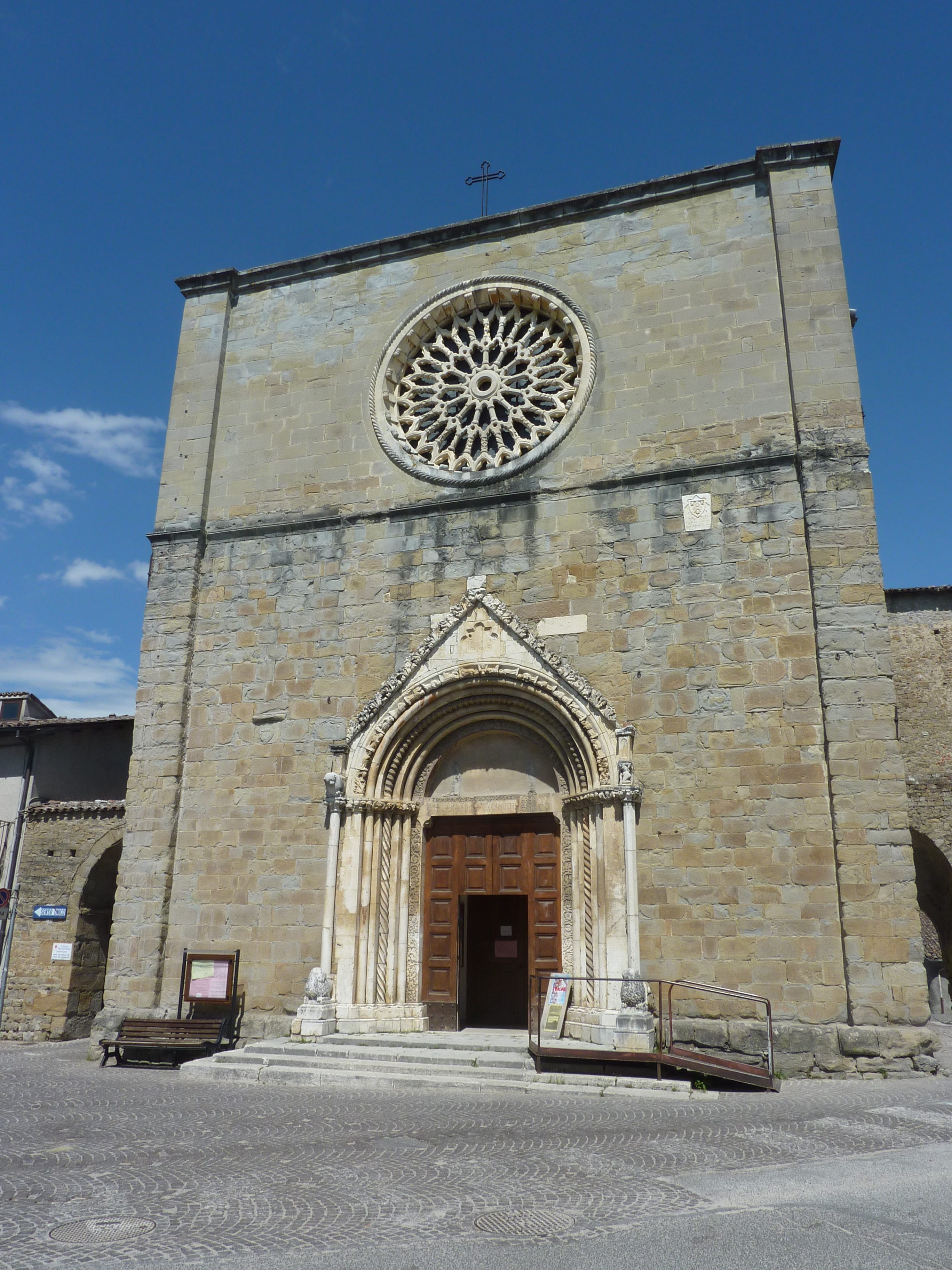
Chiesa di Sant’Agostino

- Die Pfarrkirche Sant’Agostino mit einem gotischen Portal von 1428 (August 2016 teilweise zerstört)
- Die Franziskanerkirche San Francesco mit angeschlossenem Kloster wurde im 14. bis 15. Jahrhundert errichtet (August 2016 teilweise zerstört)
- San Giuseppe (17. Jahrhundert, August 2016 schwer beschädigt)

In den Ortsteilen befinden sich:
- das Santuario Icona Passatora (Santa Maria delle Grazie) mit Fresken im Stil des Dionisio Cappelli aus dem 15. und frühen 16. Jahrhundert im Ortsteil Ferrazza
- die Kirche San Martino mit romanischem Portal im Ortsteil San Martino in ca. 1500 m Höhe
- das Santuario della Madonna delle Grazie von 1523 im Ortsteil Varoni
- die Kirche Sant’Antonio Abate mit Fresken aus dem 14. Jahrhundert

Auch diese Gebäude wurden im August 2016 zerstört bzw. schwer beschädigt.

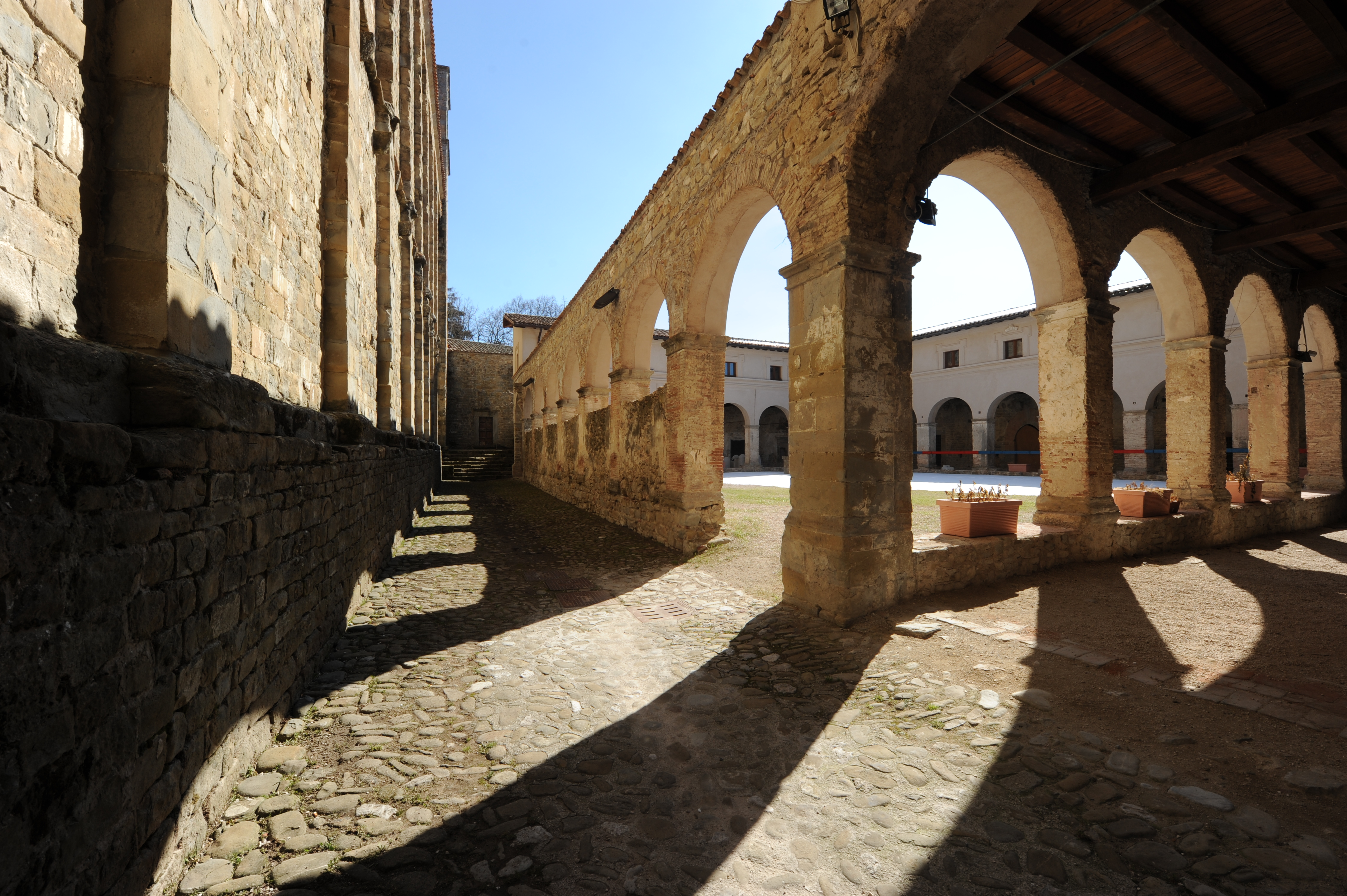
Kreuzgang der Franziskanerkirche San Francesco mit angeschlossenem Kloster
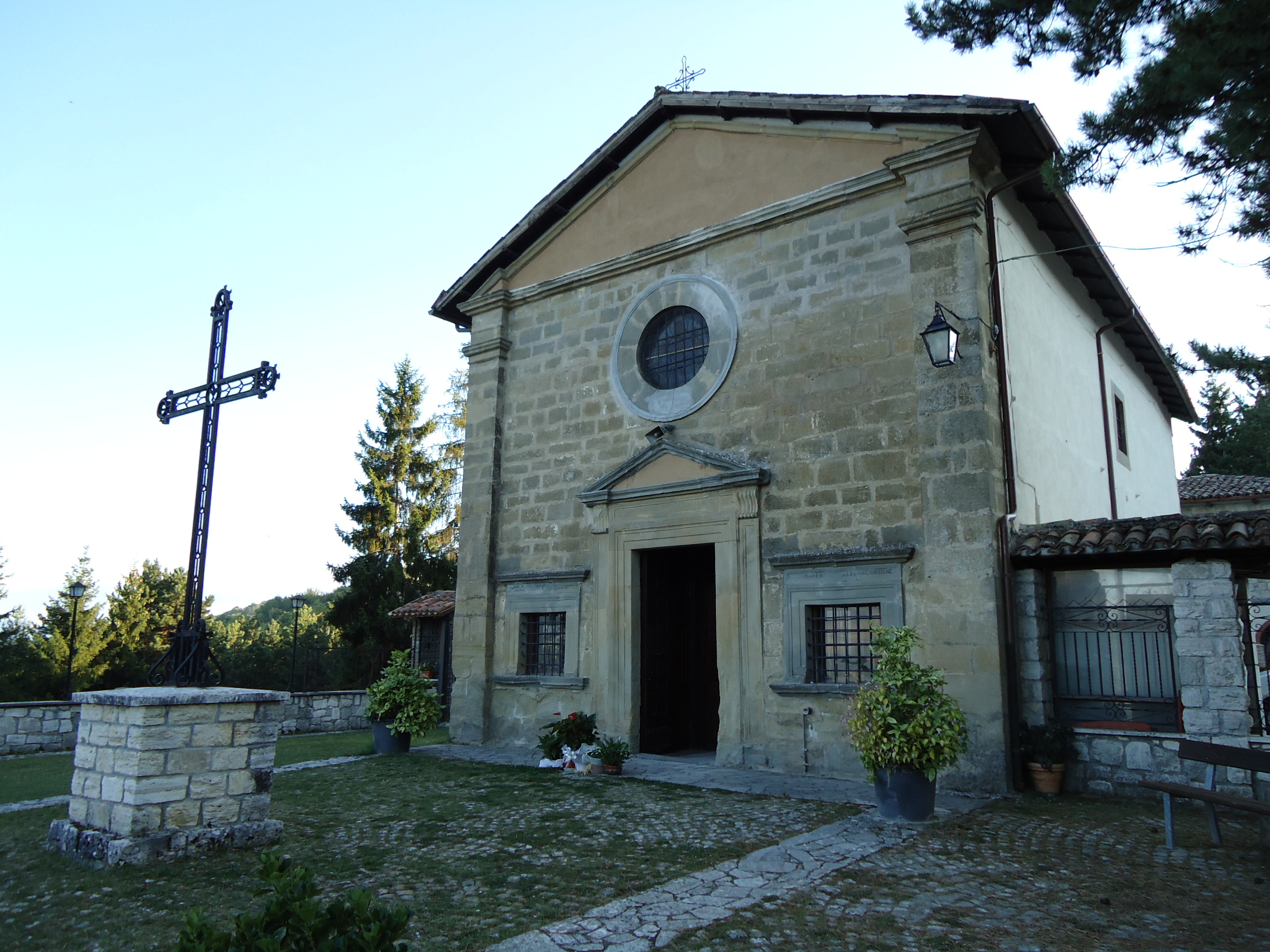
Santuario della Madonna delle Grazie
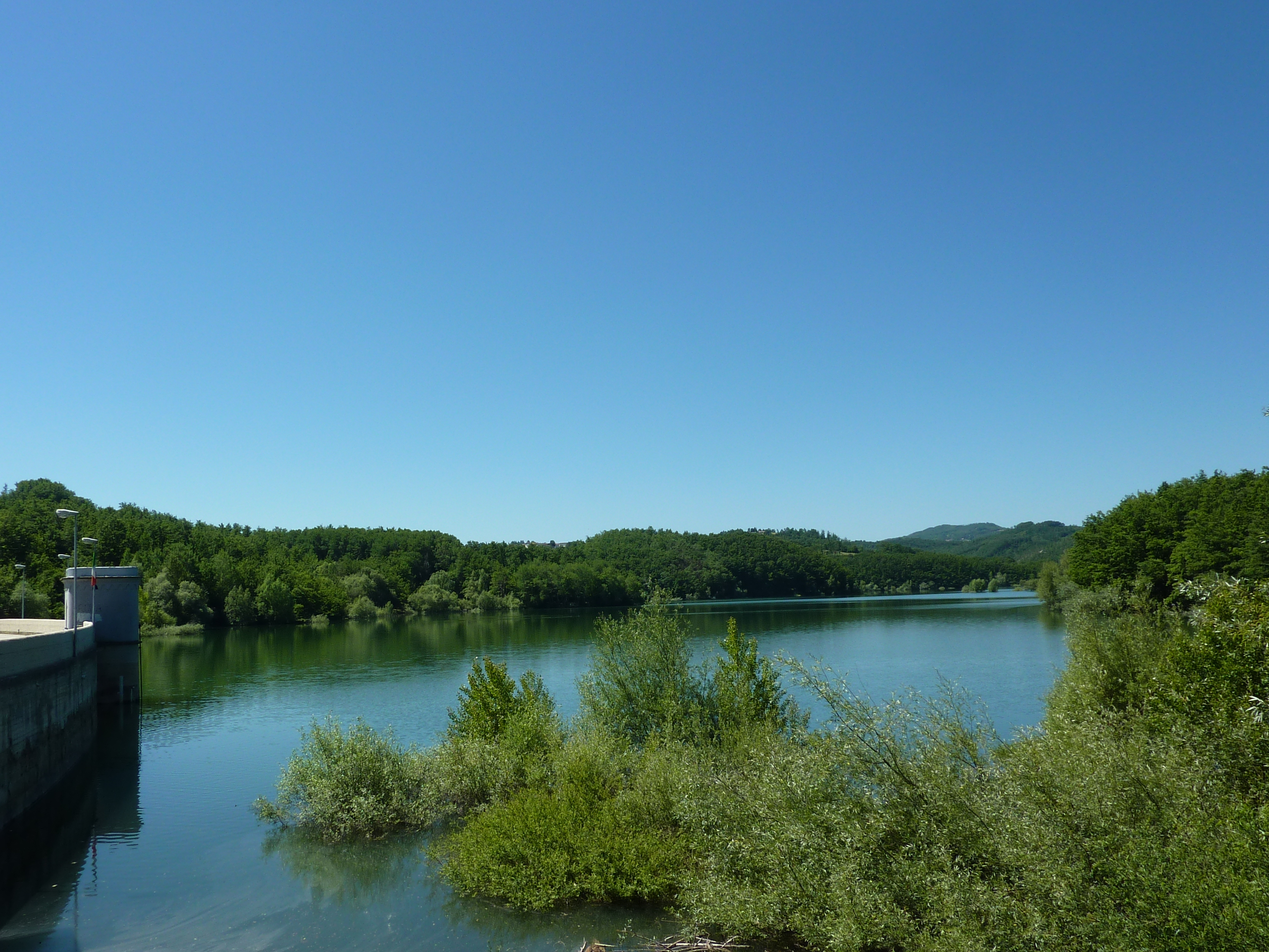
Lago Di Scandarello

## Kulinarische Spezialitäten
In ganz Italien sind die Spaghetti all’amatriciana bekannt. Immer am letzten Wochenende im August wird die Sagra degli Spaghetti all’amatriciana gefeiert. Nach dem Erdbeben im August 2016 wurde sie allerdings abgesagt.

## Gemeindepartnerschaften
- Ascoli Piceno, Italien
- Montorio al Vomano, Italien
- Ostia Antica, Italien
- Potenza, Italien